# Synthol
Synthol (do inglês site enhancing oil) é uma mistura composta por 85% de ácidos graxos (óleo mineral), 7,5% de lidocaína e 7,5% de álcool benzílico,  apresentada sob a forma de solução oleosa. 
As injeções de synthol esteve na moda entre os fisiculturistas que pretendiam aumentar  o tamanho ou mudar a forma da musculatura rapidamente. Isto porque, ao ser injetada no músculo, a substância provoca um inchaço instantâneo, por inflamação do local, simulando a aparência de uma musculatura desenvolvida.   Esse efeito é conhecido como fluffing ('afofamento'). No entanto, o uso do produto pode ocasionar graves problemas de saúde, como infecções, abscessos e trombose.
Como o synthol não é considerado um esteróide anabolizante  (já que não provoca aumento da massa muscular mas apenas um inchaço), o seu uso não é restrito ou proibido, de modo que o produto é comercializado livremente, pela Internet. Há muitas marcas disponíveis.

## Origem
O synthol surgiu a partir de um esteroide italiano chamado Esiclene,  um esteroide de baixa ação anabólica, porém com propriedades inflamatórias que provocavam aumento aparente e passageiro dos músculos. Em 1982, o fisiculturista alemão Chris Clark desenvolveu o synthol,  cujos  efeitos eram muito mais duradouros do que os do Esiclene.

## Efeitos colaterais
O uso de synthol para melhorar a aparência muscular generalizou-se entre os  fisiculturistas, apesar dos riscos envolvidos: embolia pulmonar, danos aos nervos, infecções, lipogranuloma esclerosante, acidente vascular cerebral e  a formação de granulomas cheios de óleo, cistos ou úlceras no músculo. Casos raros podem exigir intervenção cirúrgica para evitar maiores danos ao músculo ou mesmo a morte do indivíduo.